# こおり健太のまごころ唄心
こおり健太のまごころ唄心は、STVラジオで2013年10月6日から放送されている番組。

## 概要
演歌歌手こおり健太の冠番組。こおり健太の持つ優しさ、世界観、『演歌』というものへの想いなど真剣な話から、彼の身の回りで起きた出来事などの他愛も無い話など、日々成長し続ける様々なこおり健太をお届けする。北海道の父と慕う日高晤郎の話もよくされた。

## 出演
- こおり健太
- とついようこ　（〜2016年3月）

## 放送時間
毎週日曜日 6:15～6:45（2023年10月〜）
過去
- 毎週日曜日 22:30〜23:00
- 毎週日曜日 20:30〜21:00
- 毎週土曜日 20:00〜20:30
- 『特選!うたわたり』枠時代
  - 毎月第2日曜日 18:30〜19:00（2021年4月〜2022年3月）
  - 毎月第2月曜日  18:30〜19:00（2022年4月〜2023年3月）
- 毎週土曜日 5:45〜6:00（2023年4月〜）

## 提供
- 社会医療法人博愛会

過去
- 礼文島プチホテルコリンシアン

## リンク
- こおり健太のまごころ唄心 ｜ ＳＴＶラジオ